# Friedrich Krause (Bauingenieur)

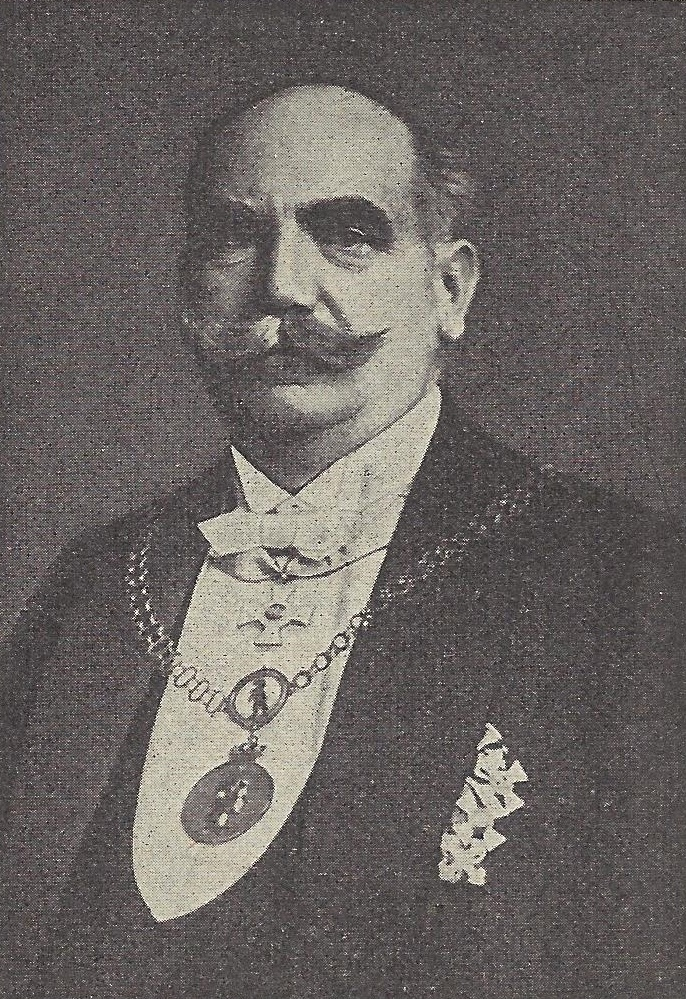
Friedrich Krause

Friedrich Krause (* 1. März 1856 in Uggehnen bei Königsberg (Preußen); † 11. August 1925 in Berlin) war ein deutscher Bauingenieur und kommunaler Baubeamter.

## Leben
Krause besuchte wahrscheinlich das Löbenichtsche Realgymnasium. Nach dem Abitur studierte an der Albertus-Universität Königsberg und der Friedrich-Wilhelms-Universität zu Berlin. Er wurde im Wintersemester 1875/76 im Corps Baltia Königsberg und 1876 im Corps Normannia Berlin aktiv. Durch ihn kam ein befreundetes Verhältnis zwischen beiden Corps zustande.
Nach Abschluss seines Studiums wurde er am 31. Dezember 1880 Regierungsbauführer (Referendar im öffentlichen Bauwesen) in Königsberg. Nachdem er am 28. Februar 1885 das 2. Staatsexamen („Baumeisterprüfung“) bestanden hatte, war er als Regierungsbaumeister (Assessor im öffentlichen Bauwesen) bei der Königsberger Stadtverwaltung tätig. 1888 wurde er Stadtbauinspektor in Posen, 1891 Stadtbaurat in Stettin. 1897 übernahm er das Amt des Stadtbaurats für Tiefbau in Berlin. Unter seiner Verantwortung wurden der Lindentunnel und die Nord-Süd-Bahn gebaut. Bis 1921, als er das 65. Lebensjahr erreichte, wurden etwa 40 Berliner Brücken neu errichtet oder umgebaut. Zu seinen bekanntesten Brücken gehören die Bösebrücke über die Bahnanlagen beim Bahnhof Bornholmer Straße, die Swinemünder Brücke über die Bahnanlagen östlich des Bahnhofs Gesundbrunnen und die Lessingbrücke zwischen Berlin-Hansaviertel und Berlin-Moabit. Krause verantwortete auch die Tiefbauarbeiten bei der Errichtung des Westhafens. Anlässlich seiner Einweihung wurde Krause im Jahr 1923 die Ehrendoktorwürde verliehen. Nachdem Krause über 20 Jahre für Berlin in kommunalen Funktionen erfolgreich tätig gewesen war, erhielt er im Jahre 1924 vom Berliner Senat den Ehrentitel eines Stadtältesten von Berlin.
Mit 69 Jahren erlag Krause den Folgen einer lange zurückliegenden Cholezystektomie. Im Krematorium Wilmersdorf war der Sarg unter einem Berg weißer Rosen verborgen und von den Fahnen des Berliner Senioren-Convents umgeben. Seine Bestattungsurne wurde im Mauerwerk des BEHALA-Gebäudes Westhafenstraße 1 eingemauert. Im Treppenhaus des Verwaltungsgebäudes wurde eine Gedenktafel enthüllt. Ihm zu Ehren wurde die Straße südlich entlang des Berlin-Spandauer Schifffahrtskanals zwischen Putlitzbrücke und Perleberger Straße 1926 als Friedrich-Krause-Ufer benannt.

## Ehrungen
- Ehrenmitglied im Architekten- und Ingenieur-Verein zu Berlin[3]
- Charakter als Geheimer Baurat
- preußischer Roter Adlerorden 4. Klasse (1899) / 3. Klasse mit Schleife (1904) / 2. Klasse mit Eichenlaub (1913)
- Ehrenmitglied des Corps Normannia Berlin
- preußisches Verdienstkreuz für Kriegshilfe
- Ehrendoktorwürde (als Dr.-Ing. E. h.) der Technischen Hochschule Berlin (1923)
- Stadtältester von Berlin (1924)
- Mitglied der Berliner Bauakademie (?)[3]

## Schriften
- Friedrich Krause, mit Fritz Hedde: Die Brückenbauten der Stadt Berlin seit dem Jahre 1897. In: Zeitschrift für Bauwesen. Nr. 1, 1922, S. 13–36 (zlb.de). (Teil 2). In: Zeitschrift für Bauwesen. Nr. 7, 1922, S. 167–194 (zlb.de). (Teil 3). In: Zeitschrift für Bauwesen. Nr. 10, 1922, S. 316–339 (zlb.de).
- Die städtische Nord-Südbahn in Berlin. In: Zentralblatt der Bauverwaltung. Nr. 27/28, 1923, S. 157–163 (zlb.de). (Teil 2). In: Zentralblatt der Bauverwaltung. Nr. 33/34, 1923, S. 199–202 (zlb.de).
- Der Westhafen von Berlin. In: Zentralblatt der Bauverwaltung. Nr. 69, 1923, S. 409–414 (zlb.de). (Teil 2). In: Zentralblatt der Bauverwaltung. Nr. 71/72, 1923, S. 421–429 (zlb.de).